# 南満洲鉄道パシハ型蒸気機関車
南満洲鉄道パシハ型蒸気機関車は、南満洲鉄道（満鉄）が設計・製造・運用した蒸気機関車。

## 概要
パシコ形を凌駕する機関車として高速旅客列車用に製造された。ボイラーはマテイ形の短縮版で燃焼室と煙管長をそれぞれ380 mmと900 mm短くした。動輪はパシコ形と同様の1850 mmで軸重は23トン、半流線形の外被を持つ。保守の手間を低減し、機関車運用効率を向上させるため、機関車、炭水車の各軸受にSKF社のころ軸受（ローラーベアリング）を装備した。また、燃焼室、シュミットE形加熱器、給水加熱器、自動給炭機などを備える。ころ軸受はダブサ形で採用したものの、取扱い経験不足であり、当初は予期せぬ故障が発生したが、その後は平均キロ、走行キロ当たり修繕費ともに、従来のパシと比較して大きな向上を達成した。
また、1937年の日立製6両のうち816には箱形動輪が採用され、1940年の大連工場製には第一第三動輪がスポーク動輪で第二動輪が特殊中空動輪として採用された。
連京線で「はと」などの急行列車の牽引に使用され、安奉線の複線化後は新京駅 - 安東駅間の長距離運転をした時期もあった。また、1943年5月3日より1週間、新京駅 - 安東駅間にて満洲国皇帝用のお召し列車を牽引しており、満洲国鉄線用の1両は宮廷列車用として準備されたものとも考えられる。

## 戦後
満鉄線所属機、満洲国鉄線所属機を合わせて、大連埠頭局管内 (16両) 、奉天鉄道局管内 (1両) に合計17両が存在し、中華民国に引渡された。中華人民共和国成立後は、「PX8」形、のちに「勝利 (SL) 8」形801 - 817となった。毛沢東専用列車を牽引する写真が公開されたこともある。1980年前後には804 - 806, 811, 815の5両が北京や鄭州市周辺で目撃されている。

## 保存
現在は815が瀋陽蒸気機関車博物館に保存されている。